# Jakub Kaszuba (piłkarz)
Jakub Kaszuba (ur. 28 stycznia 1988 roku w Gdyni) – polski piłkarz grający na pozycji napastnika. Wychowanek Bałtyku Gdynia. W swojej karierze rozegrał 22 spotkania w Ekstraklasie zdobywając dwie bramki. W sezonie 2009/2010 został królem strzelców Młodej Ekstraklasy.

## Statystyki
| Klub                 | Sezon              | Liga               | Liga  | Liga   | Puchar kraju | Puchar kraju | Puchar Ekstraklasy | Puchar Ekstraklasy | Suma  | Suma   |
| Klub                 | Sezon              | Liga               | Mecze | Bramki | Mecze        | Bramki       | Mecze              | Bramki             | Mecze | Bramki |
| -------------------- | ------------------ | ------------------ | ----- | ------ | ------------ | ------------ | ------------------ | ------------------ | ----- | ------ |
| Bałtyk Gdynia        | 2005/2006          | IV liga            | 17    | 1      | 2            | 0            | –                  | –                  | 19    | 1      |
| Bałtyk Gdynia        | 2006/2007          | IV liga            | 30    | 27     | 1            | 0            | –                  | –                  | 31    | 27     |
| Bałtyk Gdynia        | Ogólnie            | Ogólnie            | 47    | 28     | 3            | 0            | 0                  | 0                  | 50    | 28     |
| Cracovia             | 2008/2009          | Ekstraklasa        | 11    | 1      | 1            | 1            | 5                  | 1                  | 17    | 3      |
| Cracovia             | 2009/2010          | Ekstraklasa        | 11    | 1      | 1            | 0            | –                  | –                  | 12    | 1      |
| Cracovia             | Ogólnie            | Ogólnie            | 22    | 2      | 2            | 1            | 5                  | 1                  | 29    | 4      |
| Bałtyk Gdynia        | 2010/2011          | II liga            | 21    | 2      | 0            | 0            | –                  | –                  | 21    | 2      |
| Bałtyk Gdynia        | Ogólnie            | Ogólnie            | 21    | 2      | 0            | 0            | 0                  | 0                  | 21    | 2      |
| Kaszubia Kościerzyna | 2011/2012          | III liga           | 20    | 3      | 3            | 2            | –                  | –                  | 23    | 5      |
| Kaszubia Kościerzyna | Ogólnie            | Ogólnie            | 20    | 3      | 3            | 2            | 0                  | 0                  | 23    | 5      |
| Gryf Wejherowo       | 2012/2013 w        | II liga            | 13    | 2      | 0            | 0            | –                  | –                  | 13    | 2      |
| Gryf Wejherowo       | Ogólnie            | Ogólnie            | 13    | 2      | 0            | 0            | 0                  | 0                  | 13    | 2      |
| AP Sopot             | 2018/2019 j        | A klasa            | 2     | 3      | 1            | 0            | –                  | –                  | 3     | 3      |
| AP Sopot             | Ogólnie            | Ogólnie            | 2     | 3      | 1            | 0            | 0                  | 0                  | 3     | 3      |
| Ogólnie w karierze   | Ogólnie w karierze | Ogólnie w karierze | 126   | 40     | 9            | 3            | 5                  | 1                  | 139   | 44     |